# Tanner Stuckman
Tanner Stuckman (nacido en Quincy (Illinois), en 1997) es un jugador de baloncesto estadounidense que mide 2,06 metros y juega en la posición de ala-pívot. Actualmente pertenece a la plantilla de los Caledonia Gladiators de la British Basketball League.

## Trayectoria
Stuckman es un ala-pívot formado en la Notre Dame High School For Boys de su ciudad natal, antes de ingresar en 2016 en la Universidad de Quincy, ubicada en Quincy, Illinois, donde estuvo durante cinco temporadas disputando la NCAA con los Quincy Hawks, desde 2016 a 2021. 
Tras no ser drafteado en 2021, firma por el KaU Koris Karkkila de la segunda división finlandesa, en la que promedia 22 puntos por partido.
Al término de la temporada 2021-22, firma por el Windsor Express de la NBL canadiense. En la temporada 2022-23, disputa 20 partidos y 28 minutos de juego en los que promedia 12,5 puntos por partido y 5,6 rebotes.
El 17 de julio de 2023, firma por el Oviedo Club Baloncesto de la Liga LEB Oro.
El 23 de agosto de 2024, firma por los Caledonia Gladiators de la British Basketball League.